# Vinořský potok
Vinořský potok je potok tekoucí z Prahy-Kbel do středočeského Brandýsa nad Labem.

## Průběh toku
Pramení v bezejmenné nádrži uprostřed Kbel, odkud pokračuje do Vinoře, kde protéká rybníky Vinořským, U Pohanků, Malou Obůrkou, Velkou Obůrkou a Cukrovarským. V místech, kde potok opouští území Prahy, se do něj vlévá Ctěnický potok. Další přítoky zprava jsou Radonický potok a Jenštejnský potok, který se vlévá na okraji obce Podolanka. Protéká přes Podolanku kolem Dřevčic a přes Popovice do Hrušovského rybníka a z něj do Brandýsa nad Labem. Na území tohoto města je potok veden necelých 700 metrů pod zemí a 130 metrů po výtoku z podzemí se levostranně vlévá do Labe.
Podél toku potoka  vede naučná stezka Vinoř–Jenštejn (červené značení). Na tuto stezku navazuje další  stezka – Vinořským parkem do bažantnice v Satalicích  a na opačné straně do zámeckého areálu Ctěnice (žluté značení).

## Odstranění znečištění těžkými kovy
Potok byl od 30. let 20. století znečišťován těžkými kovy z průmyslových podniků ve Kbelích, znečištění kadmiem patřilo k nejvyšším na světě. Hlavním původcem byl podnik PAL a přidružené letecké opravny. První údaje o znečištění zjistili pracovníci Ústředního ústavu geologického v letech 1986–1987, v roce 1988 provedl podrobný průzkum  Ústav geologie a geotechniky ČSAV.
Ve Vinořském rybníku byly zjištěny nejvyšší hodnoty znečištění v celém povodí potoka. Sediment podle analýzy obsahoval 9 tun kadmia, 21 tun chromu, 15 tun mědi, 73 tun zinku, 4 tuny niklu a 1,5 tuny olova. Koncentrace kadmia v povrchové vrstvě běžně přesahovaly 2000 ppm. Asanace byla zahájena koncem srpna 1997. Rybník byl odbahněn, místy až do hloubky 1,5 metru, aby obsah kadmia nepřevyšoval 25 ppm. Celkem bylo na skládku odvezeno 19 380 tun znečištěných sedimentů, celkové náklady činily cca 11,5 mil. Kč.
Do roku 2000 byly vyčištěny všechny rybníky na potoku ve Vinoři, náklady ve výši 40 milionů korun byly zaplaceny z rozpočtu hlavního města Prahy.

## Rekreační funkce
Vinořský potok od Kbel protéká málo zastavěnou krajinou až za hranice Prahy. Vzhledem ke snadné přístupnosti veřejnou dopravou je místem pro volnočasové aktivity - procházky, sport, rybaření.
Podél toku potoka  vede naučná stezka Vinoř–Jenštejn (červené značení). Na tuto stezku navazuje další  stezka - Vinořským parkem do Satalic  a na opačné straně do zámeckého areálu Ctěnice (žluté značení).

## Galerie

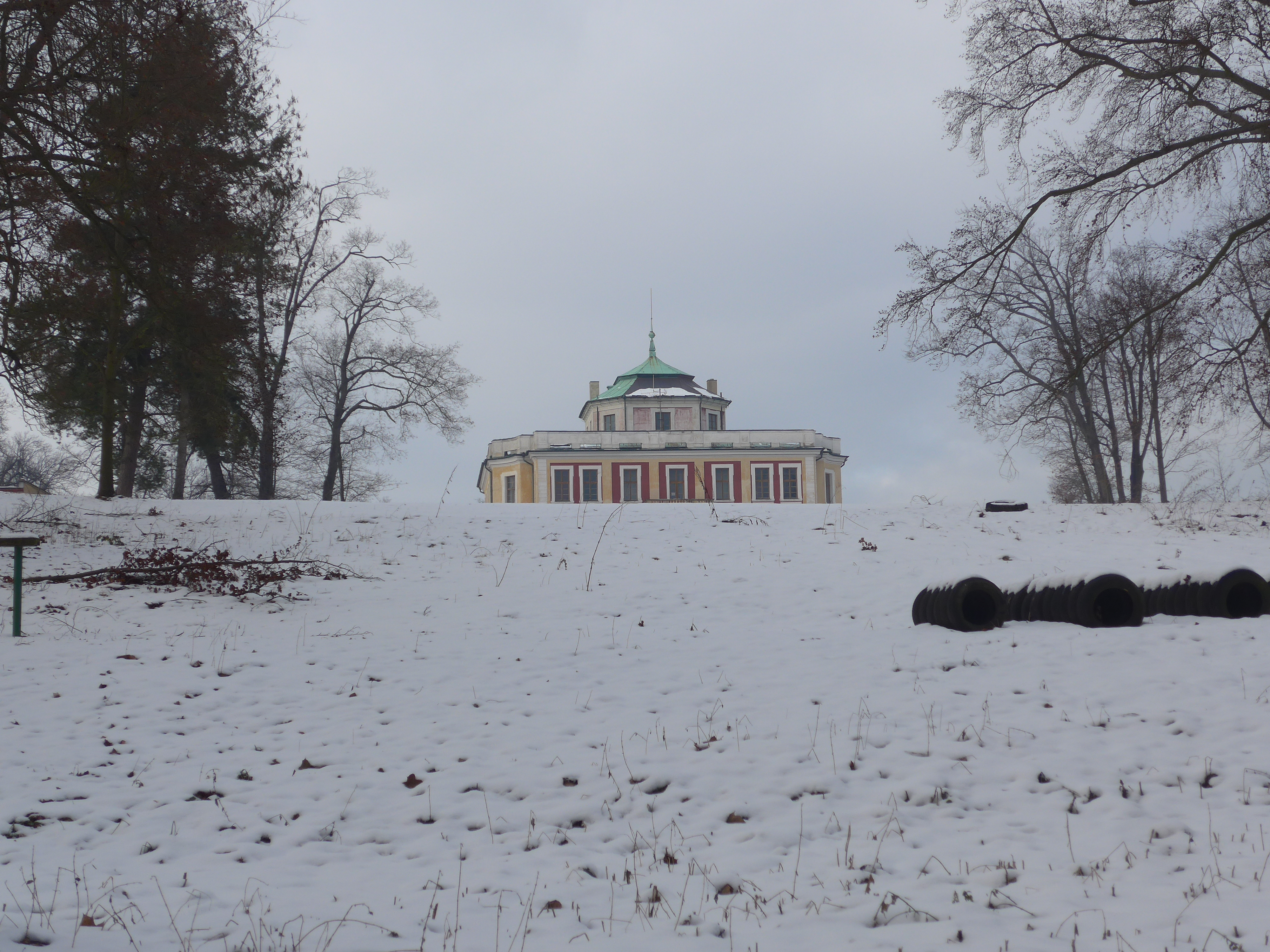
Vinořský zámek ve směru od Vinořského potoka
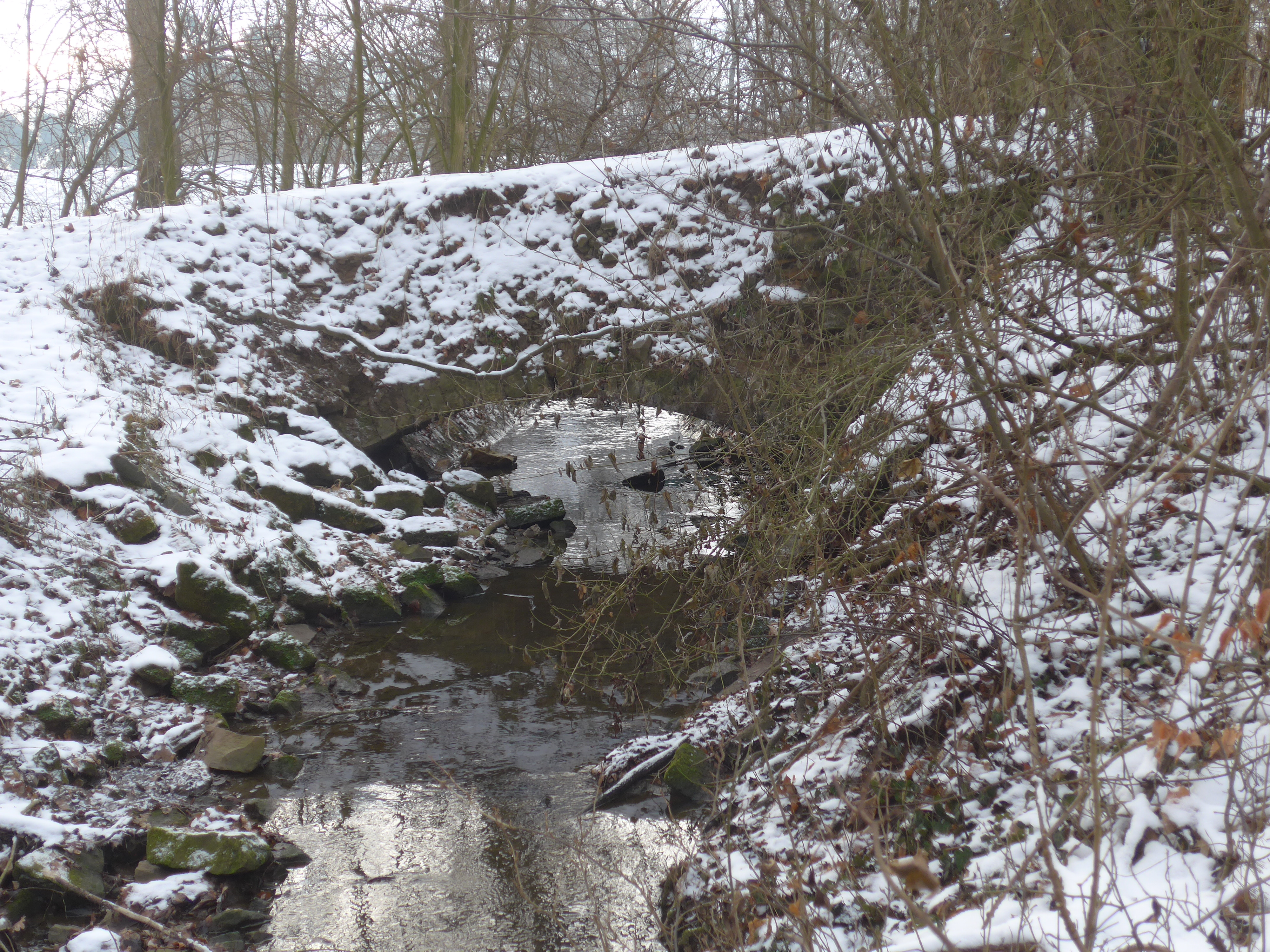
Můstek pod Vinořským rybníkem
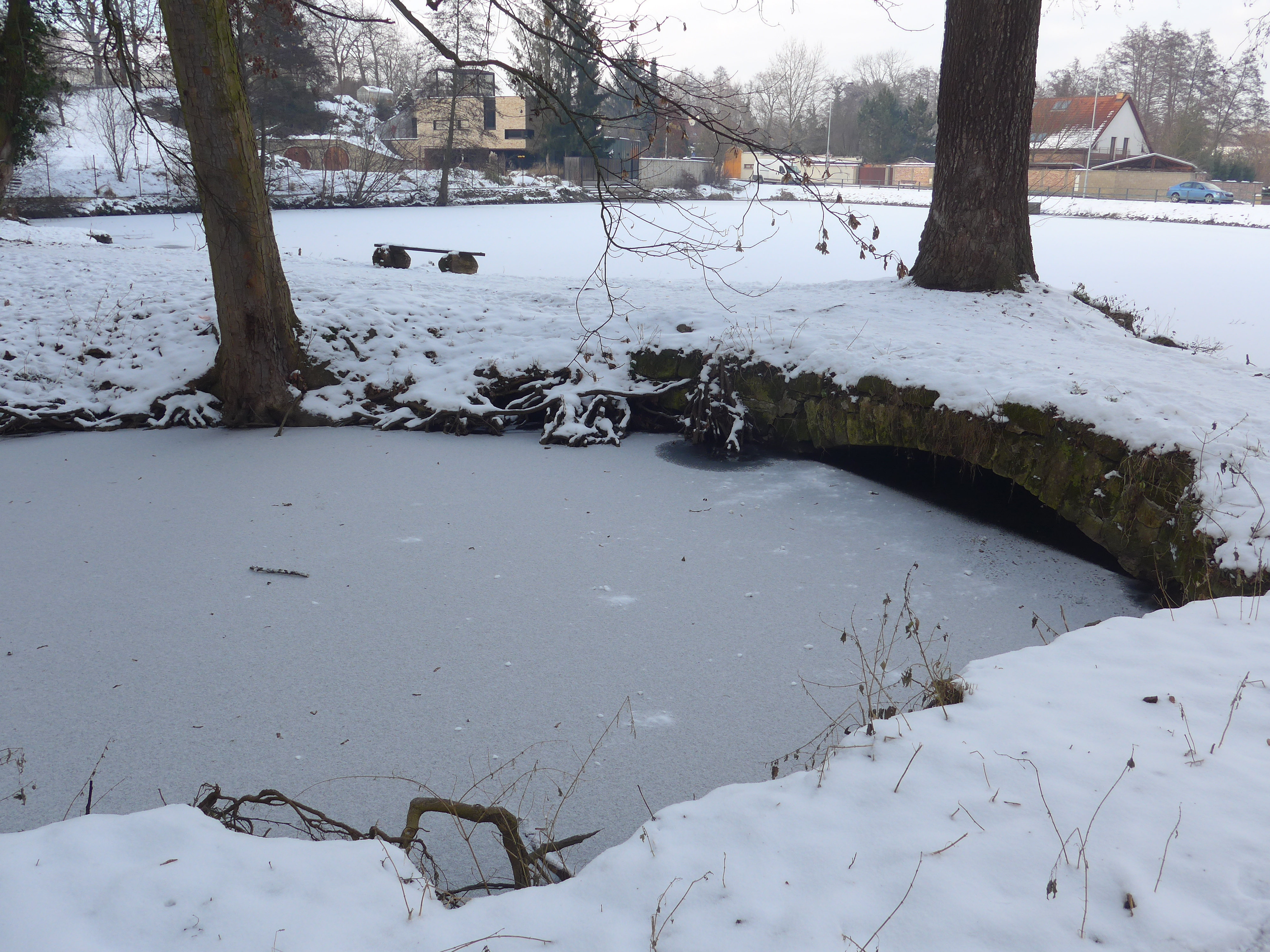
Rybník u Pohanků
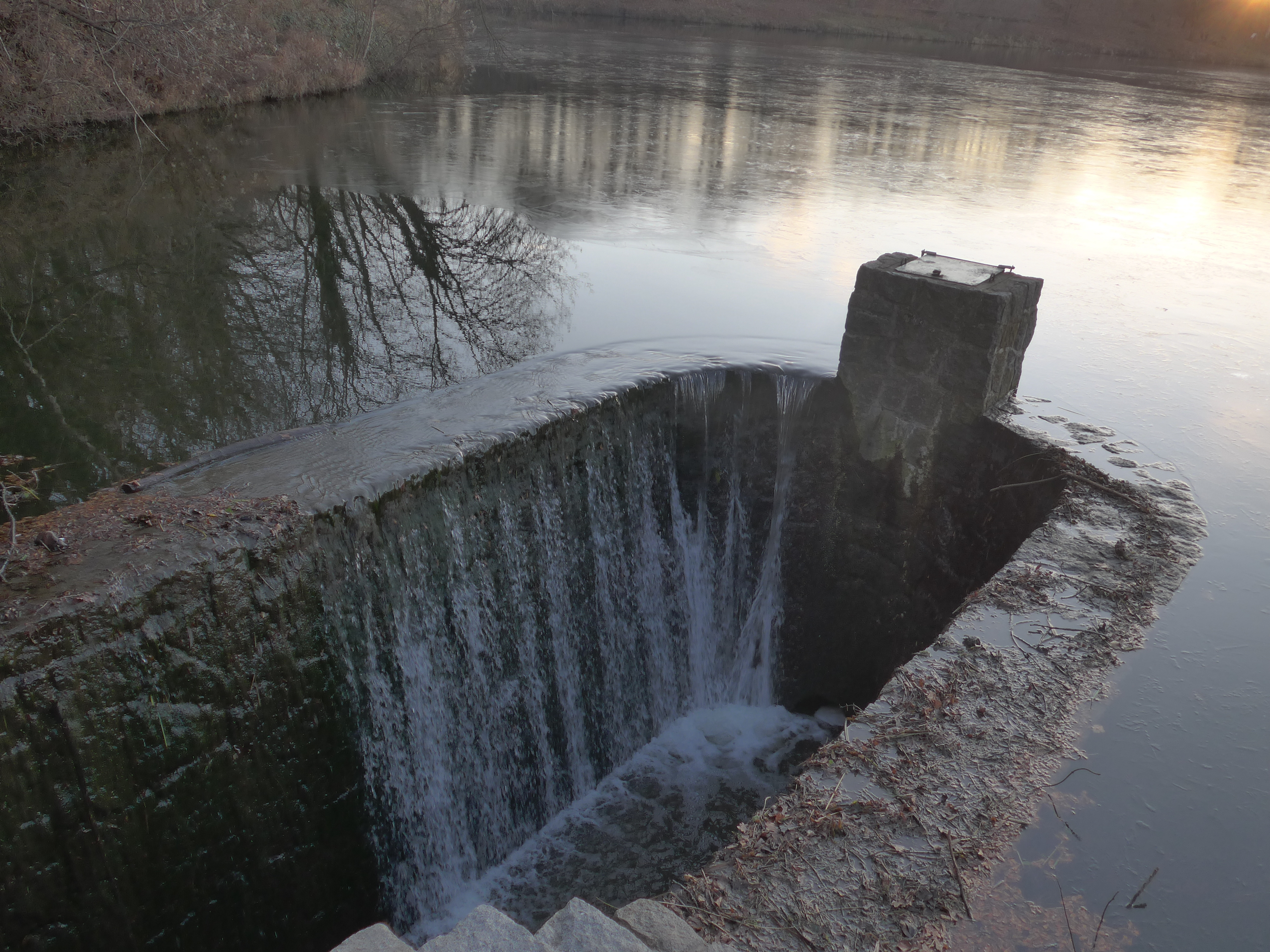
Přepad rybníka Velká Obůrka
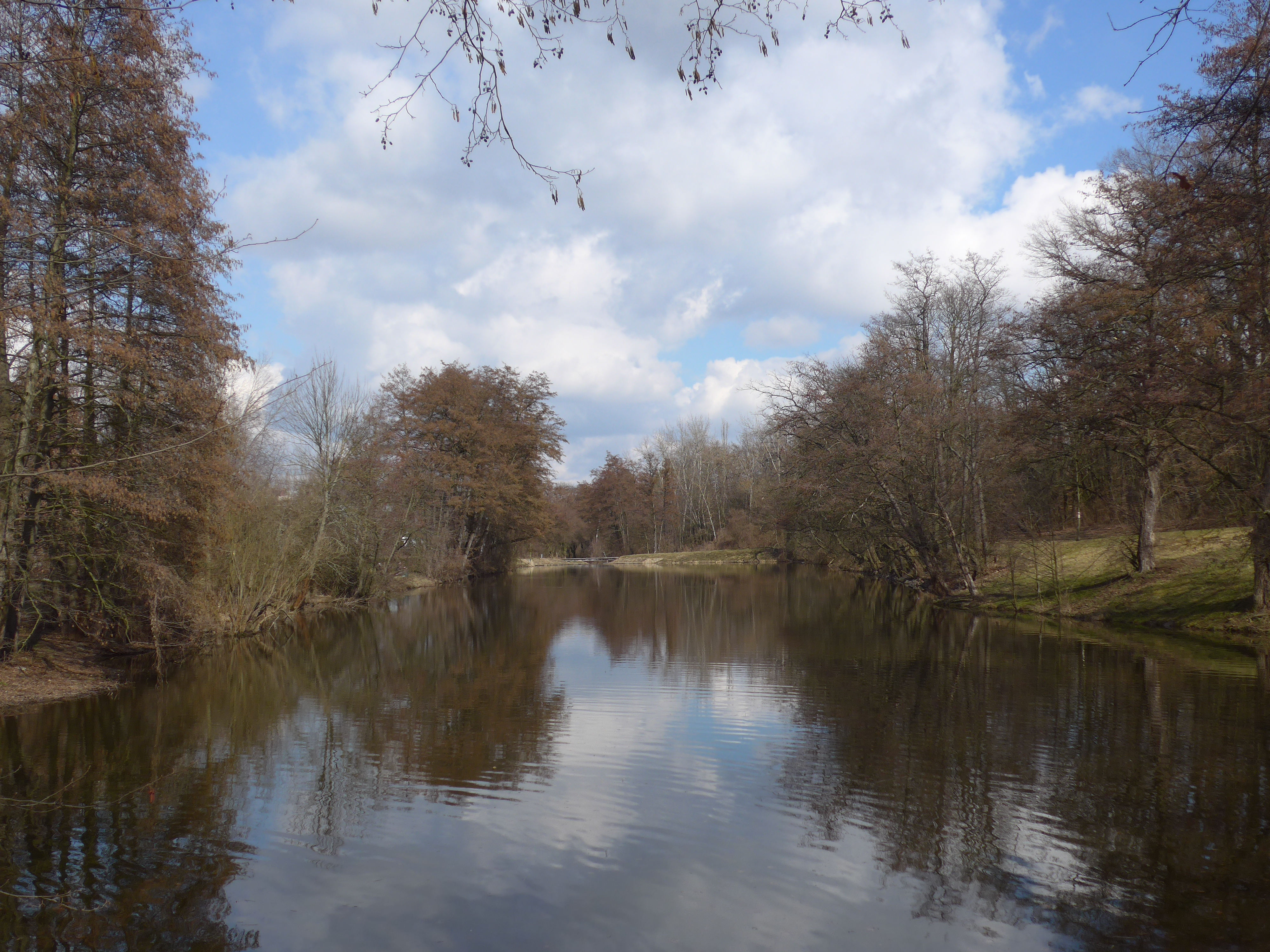
Cukrovarský rybník
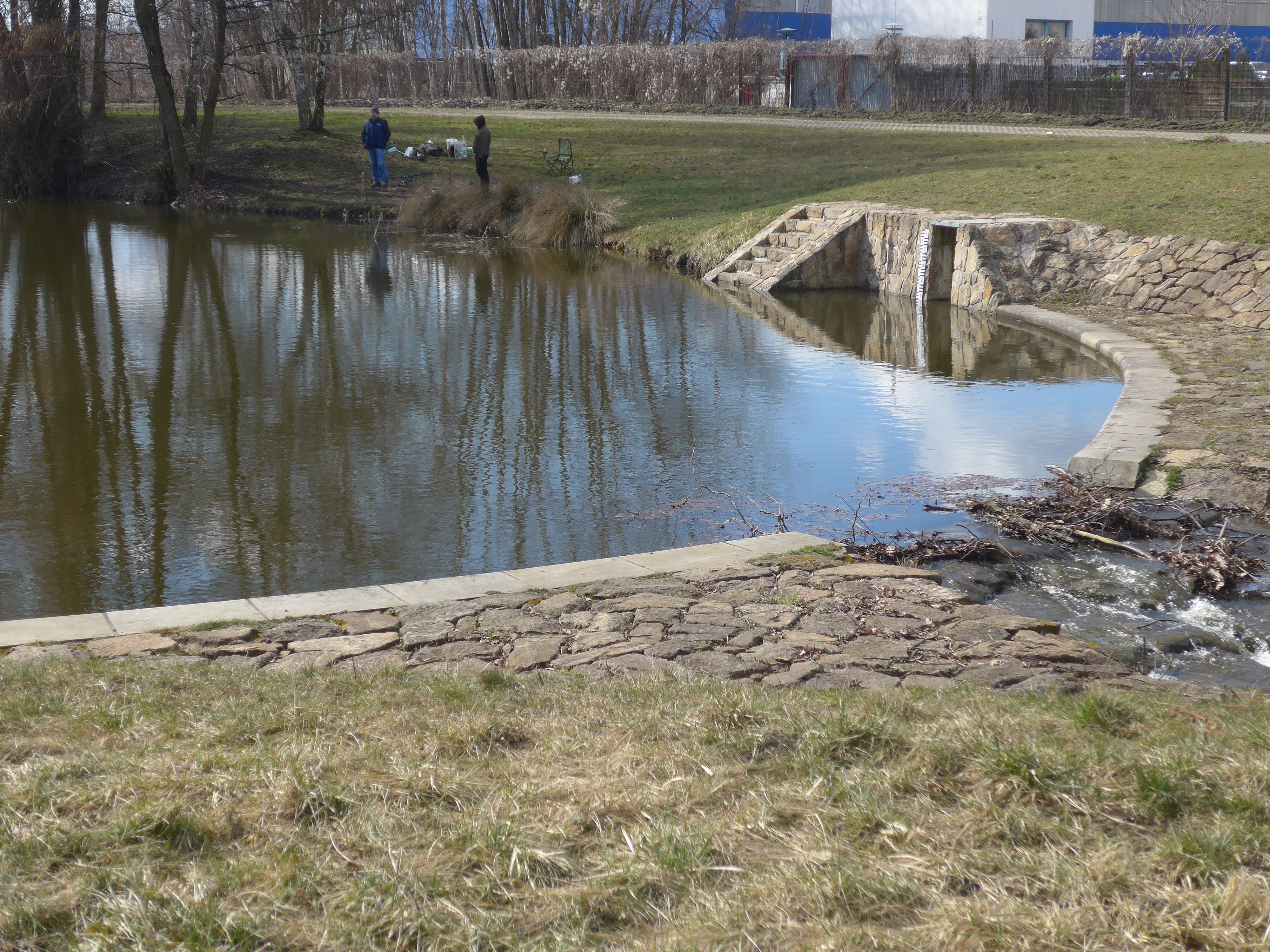
Hráz Cukrovarského rybníka
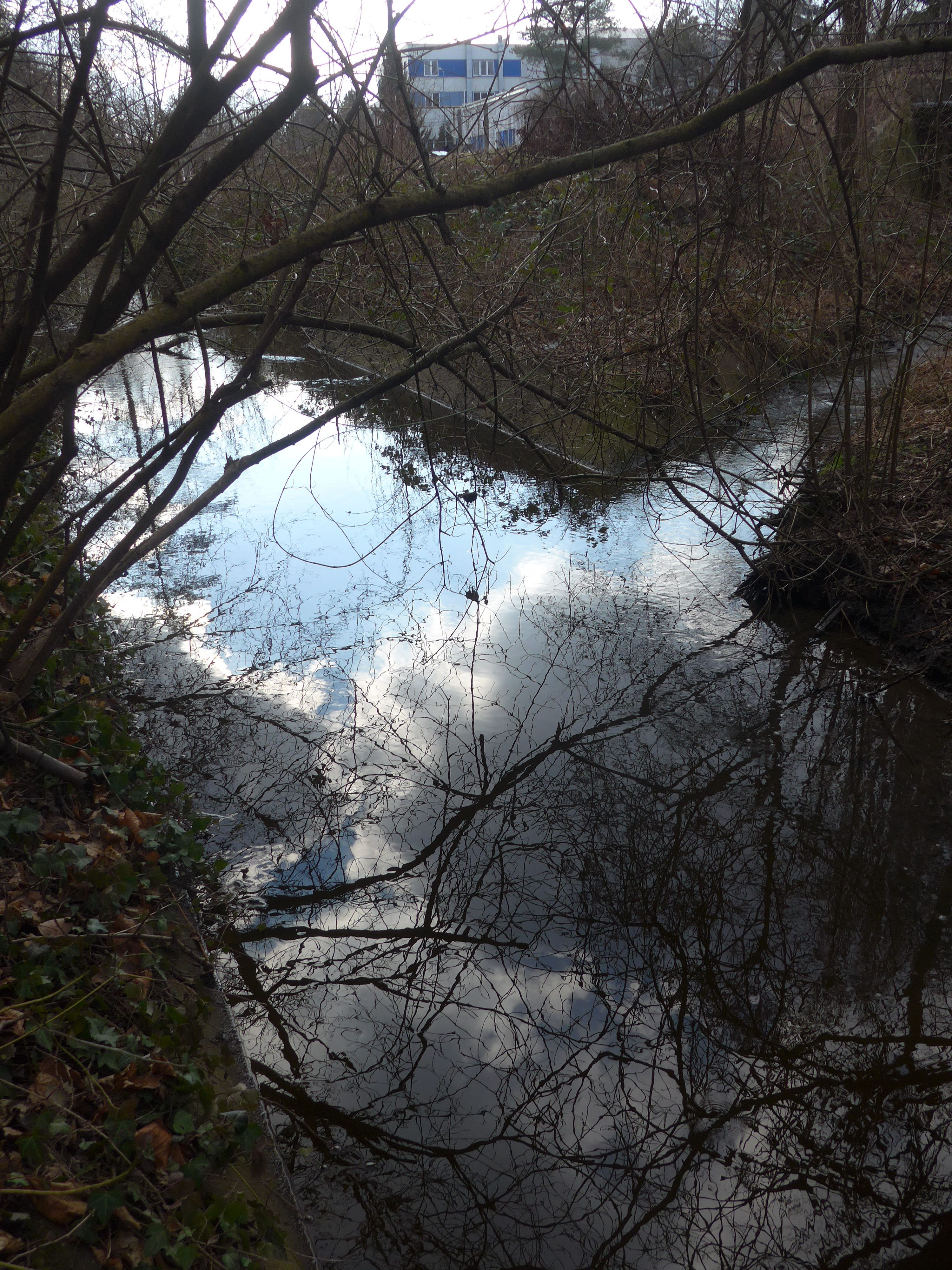
Soutok s Ctěnickým potokem na okraji Vinoře
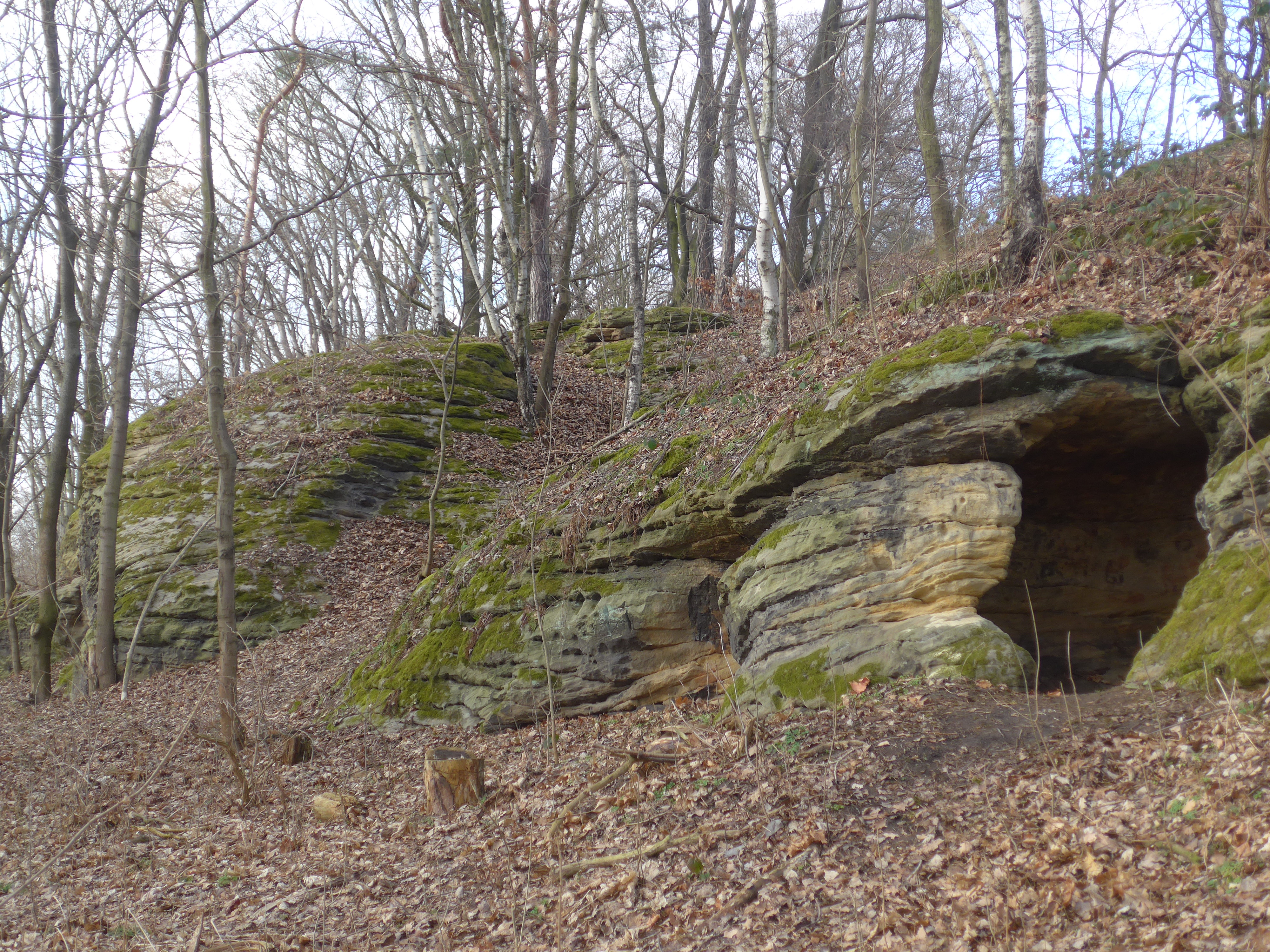
Rokle Radonického potoka
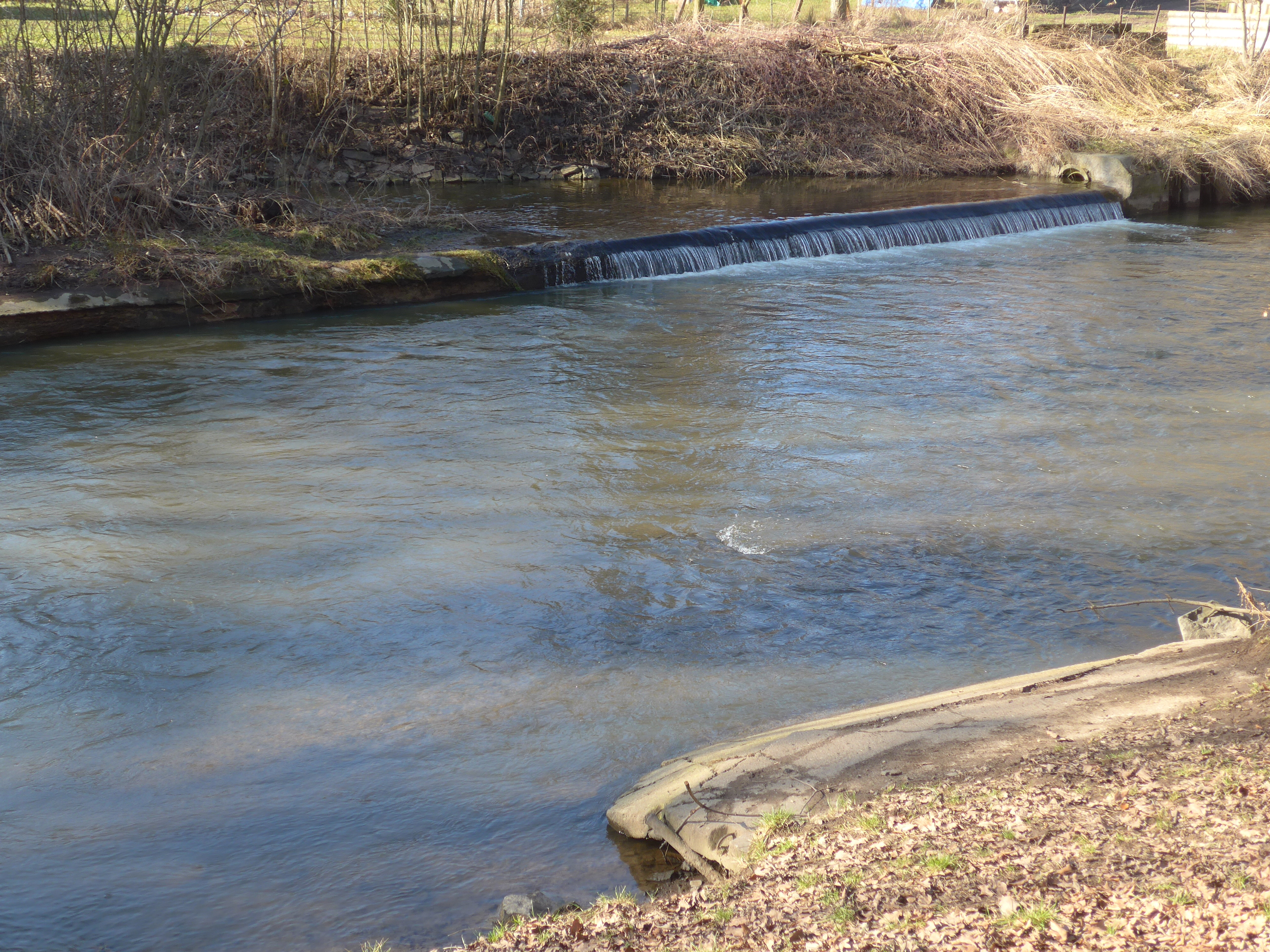
Ústí Vinořského potoka do ramene Labe v Brandýse nad Labem

## Mlýny
Mlýny jsou seřazeny po směru toku potoka.
- Na mlejnku - Vinoř, Ke mlýnku 136, původní č.p. 44
- Dolejší mlýn - Vinoř, zanikl
- Mlýn v Podolance – Podolanka, Ke mlýnu 70
- Cvrčovický mlýn – Cvrčovice, původní č.p. 10, zanikl
- Mlýn Valcha – Cvrčovice, zanikl
- Bečkův mlýn – Popovice u Brandýsa n/L, č.p. 7
- Hrušovský mlýn – Brandýs n/L, Výletní 1013/46
- Mlýn Na potoce – Brandýs n/L, Petra Jilemnického 960/19
- Mlýn Na Hrádku – Brandýs n/L, Na Nižším Hrádku, zanikl